# Irby upon Humber
Irby upon Humber – wieś w Anglii, w hrabstwie ceremonialnym Lincolnshire, w dystrykcie (unitary authority) North East Lincolnshire. Leży 40 km na północny wschód od Lincoln i 225 km na północ od Londynu.